# Anaglyptus nokosanus
Anaglyptus nokosanus là một loài bọ cánh cứng trong họ Cerambycidae.